# チェルシー・クリントン
チェルシー・ヴィクトリア・クリントン（Chelsea Victoria Clinton, 1980年2月27日 - ）は、第42代アメリカ合衆国大統領ビル・クリントンとヒラリー・クリントン夫妻の長女（ひとり娘）。

## 経歴
アーカンソー州リトルロックに生まれる。名前はシンガーソングライターのジョニ・ミッチェルが書いた歌「チェルシーの朝（Chelsea Morning）」に由来する。ヒラリーによれば、1969年にジュディ・コリンズがカバーした同曲を聴いたとき父ビルはこう言ったという。「もし我々に娘ができたら名前はチェルシーにしよう」。
出生時はビルがアーカンソー州知事をしていたが、その直後に行われた知事選挙に敗れている。父の大統領就任とともにホワイトハウスに移り住む。猫が好きで子供の頃に通っていた音楽教室の軒下に住み着いており、教師ですら近寄ることが出来なかった野良猫のソックスに、周りが危ないと言ったが、チェルシーが近付くと手に飛び込んできたためそのまま引き取り、ファースト・ファミリーになった。
ソックスは全米の人気者となり、のちにアーカンソーで行われたクリスマスパレードでは大トリであるグランド・マーシャルに選ばれた。
一方、ジミー・カーターの末娘エイミー以来、13年ぶりにホワイトハウスに住まう大統領の子供ということでメディアや大衆の注目の的となったチェルシーはその容姿（カーリーヘアーやそばかす、歯の矯正器具）をコメディ番組『サタデー・ナイト・ライブ』などでジョークにされ、ホワイトハウスが番組側に抗議するということもあった。2001年にスタンフォード大学を卒業した。卒業論文は「1998年北アイルランド聖金曜日の和平合意（the 1998 Good Friday Agreement in Northern Ireland）」であった。2001年7月からオックスフォード大学に留学したが、アフガニスタン紛争後のイギリスにおける反米感情の高まりから、学生団体などからのバッシングの対象となり苦労した。一方でこの頃からより洗練された佇まいで公衆の前に現れるようになり、そのファッションや有名人たちとの交遊が注目され、ファッション誌やゴシップ紙の紙面を飾った。
2003年にマッキンゼー・アンド・カンパニー入社後、アヴェニュー・キャピタル・グループ、ニューヨーク大学で働く。他にコロンビア大学公衆衛生大学院より修士号を取得した。
2010年、10代の頃からの知人でゴールドマン・サックスに勤務するユダヤ系アメリカ人で保守派ユダヤ教徒のマーク・メツビンスキーと結婚する。チェルシーはメソジストから改宗しなかったため異宗婚となった。7月31日、ニューヨーク州ラインベックで挙式。ヴェラ・ウォンのデザインした象牙色でシルクのストラップドレスに、9段、1.2メートル、230キロの完全菜食主義ウェディングケーキ、大量の移動式トイレなど豪華な式となったが、あまりに度を越した乱痴気騒ぎに地元ラインベックの住民は激怒し、後日新郎新婦でワインボトルを配って謝罪に回ることになった。新婚旅行はアフリカでのサファリツアーだった。
2014年9月に長女シャーロット(Charlotte)を出産した。クリントン夫婦にとっては初孫となった。
2016年6月に長男、エイダン(Aidan)を出産。
イヴァンカ・トランプとは親友だったが、母ヒラリーがイヴァンカの父親ドナルド・トランプと2016年アメリカ合衆国大統領選挙で激論を交わすライバルになってからは疎遠になってるという。

## ホワイトハウス時代
1993年1月20日、父親のアメリカ合衆国大統領就任の最初の日、チェルシーは両親と一緒にホワイトハウスに引っ越し、アメリカ合衆国シークレットサービスコードネーム「エネルギー」を与えられた。 クリントン夫妻は娘に普通の子供の生活を希望し、メディアのスポットライトから彼女を守ることを望んだ。
ヒラリー・クリントンは、ホワイトハウスでの子育てに関するジャクリーン・ケネディ・オナシスのアドバイスに従い、州訪問などの公共イベントへの参加などの報道を制限するようマスコミに要請した。 元大統領のハリー・S・トルーマンの娘であるマーガレット・トルーマンはクリントンをサポートし、1993年3月、マスコミがチェルシーを著しい報道の対象にした場合に起こり得る弊害についてニューヨーク・タイムズの編集者宛に手紙を書いた。
ジャーナリスト達は、クリントンが彼女のプライバシーを保持することを容認する問題について議論した。 ほとんどのメディアは、彼女の年齢のためオフリミットであることを認めていたが、ラッシュ・リンボーとサタデー・ナイト・ライブの両者は、彼女の外見を真似あざける素材を放送した。彼女の人生のこの段階で、父親は次のように述べている。「私たちは、チェルシーが自分の価値観定義する上で他人からの悪影響を受けないようにするために懸命に取り組んでいます...　思春期には難しいことですが...　彼女は大丈夫だと思います」と語った。
チェルシーを、公立学校からワシントンD.C.の私立学校であるシドウェル・フレンズ・スクールに転校させるという父ビルの決定は、批判を呼んだ。数人の大統領の子供がシドウェルに通ったが、前の大統領の子供である、エイミー・カーターは、ワシントンD.C.の公立学校に通っていた。 1993年のCBS今朝のタウンミーティングで、ビルは自身の選択を正当化し、チェルシーは「メディアに取り上げられる」ことは好きではなく、シドウェル校なら「彼女の将来を決定しやすい」であろうと述べた。 ビルは、彼らがチェルシーのプライバシーを保護するために彼らの決定をしたと説明し、 彼らは「公立学校を拒否」したわけではないと語っている。シドウェルの学生と関係者達は、チェルシーに関して沈黙を守り、彼女の情報を公にすることを拒否した。模擬国連の経験者であるクリントン女史は、1997年のナショナルメリットスカラーシップのセミファイナリストだった。 彼女が1997年にシドウェル・フレンズを卒業したことを、父であるビルは卒業式で話している。
チェルシーの高校卒業後、彼女の大学の選択を憶測するマスコミの報道が激増した。 彼女は最終的にスタンフォード大学に通うことを選んだ。 彼女の父の8年間の在職中に、ニューヨークタイムズには32回取り上げられ、ネットワークニュースには、87のチェルシーに関する記事があった。 先行するすべての大統領の子供のうち、彼女は最も多くのテレビ報道を受けた。
父ビルは南部バプテストだったが、チェルシーは、母ヒラリーのメソジスト教信仰のもとで育ち固守した。 彼女はワシントンのファウンドリー・ユナイテッド・メソジスト教会に出席し、日曜日の朝に他の10代と会い、信仰、哲学、および同世代間の問題について学んだ。 彼女の両親は、若者グループの10代の親の円卓会議に参加した。 大人のグループリーダーは、チェルシーを「素晴らしい子供」であると考え、彼女がグループで平等として扱われるのを観察した。 教会を離れて、彼女の社会活動には、友人とのプラネット・ハリウッドレストランへの訪問や、ホワイトハウスの内外での外泊が含まれていた。父親であるビルは時々、彼女と彼女の外泊の友人と朝食に一緒に参加した。
4歳のとき、クリントンはアーカンソー州でダンスのクラスを受講し始め、ワシントンバレエ学校で数年間ダンスのトレーニングを続けた。 ヒラリーは、彼女の著書「It Takes a Village」で、チェルシーがバレエに専念するためにソフトボールとサッカーをやめたときがっかりしていたと書いているが、それでも彼女は協力的で、定期的に彼女のパフォーマンスに参加していた。 彼女は、チャイコフスキーのくるみ割り人形の1933ワシントン・バレエ・プロダクションで、お気に入りの叔母の役を演じた。
1999年の初めに、父であるビルは、スキャンダルと差し迫るクリントン大統領の弾劾投票の結果、ファーストファミリーの人間関係を検討する記事がピープル 紙によって計画されていることを知った。 シークレットサービスは、この記事がチェルシーを危険にさらす可能性があるとの懸念を雑誌に伝えた。 ピープルはとにかく記事の掲載を決定し、ビルとヒラリーは彼らの後悔と悲しみを表す声明を出した。 ピープルのマネージングエディターであるキャロル・ウォレスは、クリントンの懸念に対する雑誌の感受性を認めたが、19歳のチェルシーは「家族ドラマと歴史的出来事の目撃者」であり、したがって「ジャーナリズムにおける妥当な主題」であると述べました。 「グレイス・アンダー・ファイア」と題された記事は、チェルシーとヒラリーのカバー写真とともに1999年2月に出版された。
チェルシーは、父親の大統領の最後の年に、母親のアメリカ合衆国上院の選挙運動に参加し、父親と一緒に海外旅行に出かけ、晩餐会に出席し、ホワイトハウスのホステスとしての責任を実感した。

## 教育と学術生活

### スタンフォード大学
クリントンは１９９７年の秋にスタンフォード大学に入り、歴史を専攻した。
彼女がキャンパスに到着する１週間前に、母親はシンジケート配信されたコラムで、ジャーナリスト達に娘を記事の材料にしないことを求める公開書簡を発表した。 チェルシーは両親、シークレットサービス・エージェント、および約250人のジャーナリストと一緒に車でスタンフォードに到着した。 彼女の安全のために、防弾ガラスが寮の窓に設置され、監視カメラが廊下に設置された。 また、私服のシークレットサービス・エージェントが寮に住んでいた。。 時折彼女について書かれたタブロイド紙のストーリーを除いて、スタンフォードでのチェルシーの4年間は公表されなかった。
クリントンは2001年にスタンフォード大学で最高の栄誉を与えられ、文学士号を取得した 。彼女の167ページの卒業論文のトピックは、ジャック・ラコベがアドバイスした1998年北アイルランドでのベルファスト合意である 。 チェルシーの卒業時、彼女の父親は声明を発表した。「ヒラリーと私は、チェルシーがスタンフォードで過ごした友情と素晴らしい学習経験に感謝しています。この特別な日に彼女を誇りに思っています。」

### オックスフォード大学
2001年7月、父のビル・クリントンは、彼自身がローズ奨学生として政治学を学んだオックスフォード大学のユニバーシティ・カレッジで、娘のクリントンも修士課程に進むと明らかにした。 ユニバーシティ・カレッジのマスターであるブロックウェルのバトラー卿は、次のように述べている。「スタンフォードでの彼女の記録は、彼女が非常に優秀で有能な学生であることを示しています。カレッジはまた、クリントン家とのつながりを広げることを嬉しく思います。」英米のアドバイザーの勧めで大学は安全対策を講じ、同級生はマスコミと話し合わないように求められた。
9月11日のアメリカ同時多発テロ事件の直後にオックスフォードに到着したクリントンは、同じようにトラウマによる精神的影響を感じていた他のアメリカ人の学生たちと交わるようになった。彼女は『トーク』誌にこう語った。
毎日、私は何らかの反米感情に直面しています。夏の間は、多様性を求めて、アメリカ人でない人を友達として探すつもりでした。けれども今は、アメリカ人の周りにいたいと思うようになりました。つまり私と同じくらい私たちの国について考えている人たちの周りに。
この発言は、ロンドンのマスコミの批判の的となり、またオックスフォード・スチューデント紙は彼女を攻撃する内容の社説を掲載して、大学当局を怒らせた。しかし当時クリントンに会った人々は、彼女を海外での生活にうまく順応していて、魅力的で落ち着きがあり、自然体だったと評している。
2003年、クリントンはジェニファー・ウェルシュとナイリ・ウッズの指導を受けて「世界エイズ・結核・マラリア対策基金：グローバルな脅威への対応、グローバルな未来の一部」と題する132ページの修士論文を提出し、オックスフォード大学の国際関係学の修士号を取得した。卒業後は米国に戻った。
2010年春、クリントンはコロンビア大学の公衆衛生大学院で、公衆衛生学の修士号を取得した。その後、ニューヨーク大学公共政策大学院の博士課程に進学したクリントンは2011年、国際関係学の博士号を取得するため、オックスフォード大学のユニバーシティ・カレッジに再び転籍した。 彼女は、ナイリ・ウッズから博士課程の指導を受けるためにオックスフォード大学へ戻った、と述べている。そしてニューヨークにて「グローバルファンド：グローバルガバナンスの実験」と題する博士論文を完成させ、2014年5月に学位を授与された。

### コロンビア大学
2010年の春には、クリントンはコロンビア大学のメールマン公衆衛生大学院で公衆衛生学修士号も取得し、2012年にそこで大学院のクラスを教え始めた。

### ニューヨーク大学
2010年から、クリントンはニューヨーク大学グローバルネットワーク大学のプロヴォストを務め、国際的な採用戦略に取り組んだ。 彼女はニューヨーク大学多信仰リーダーシップ研究所の共同創設者であり、共同議長を務めている。 2010年までに、彼女はニューヨーク大学のワーグナー・スクール・オブ・パブリック・サービスで哲学博士のコースワークも進めていたが、その後、2011年にオックスフォードに戻り、論文を完成させた。
2012年にクリントンは、イマーム・ハリド・ラティフとラビ・イェフダサーナとともに、「異教徒間および異文化教育をキャンパスライフに統合する新しいモデルを推進する取り組み」で、テンプル・オブ・アンダスタンディングから賞を受賞。

## 職務経歴
2003年、クリントンはニューヨーク市のコンサルティング会社マッキンゼー・アンド・カンパニーに入社し、2006年後半にアベニュー・キャピタル・グループで働いた。クリントン財団のファンドレイジング・ウイークの同席議長を務め、その後財団の副会長の座に就任した。 彼女はスクール・オブ・アメリカン・バレエの理事とIACの理事会のメンバーを務めている。 2017年3月、クリントンはエクスペディア・グループの取締役会の一員に指名された。